# 30 août 2015
Le mardi 30 août 2015 est le 242e jour de l'année 2015.

## Décès
Par ordre alphabétique.
- Wes Craven 	Réalisateur et scénariste américain.
- Guy Godin 	Acteur québécois.
- Pierfranco Pastore (de) 	Prélat catholique italien, secrétaire du Conseil pontifical pour les communications sociales (1984-2003).
- George Hamilton Pearce (en) 	Prélat catholique américain, Père mariste.
- Oliver Sacks 	Neurologue et écrivain britanno-américain.
- Héctor Silva 	Footballeur uruguayen.
- Natalia Strelchenko 	Pianiste norvégienne d'origine russe.